# Zamora de Hidalgo

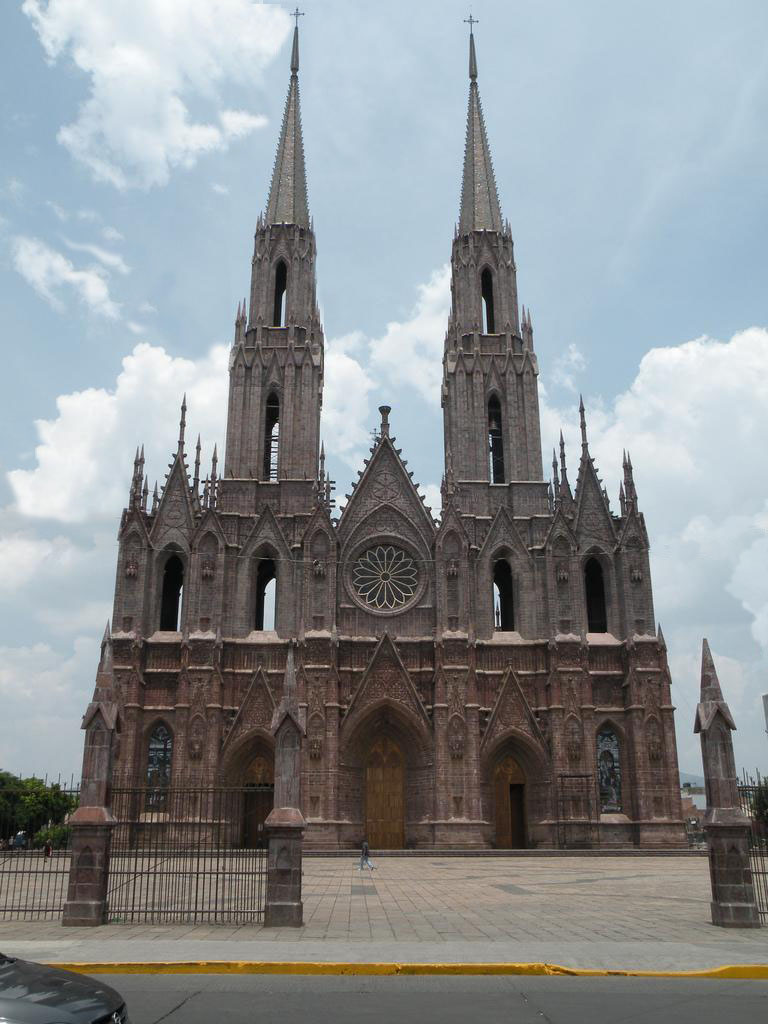
Santuario Guadalupano von Zamora de Hidalgo

Zamora de Hidalgo ist eine Stadt im mexikanischen Bundesstaat Michoacán, in der Meseta Neovolcánica, östlich des Chapalasees. Zamora de Hidalgo ist der Verwaltungssitz des Municipio Zamora. Eine 2010 durchgeführte Volkszählung ergab, dass 141.627 Einwohner in Zamora de Hidalgo leben.
In der Stadt werden hauptsächlich Tabakwaren und Textilien hergestellt.

## Sehenswürdigkeiten
Die im neogotischen Stil erbaute und 2008 eingeweihte Kirche Santuario de Nuestra Señora de Guadalupe (kurz Santuario Guadalupano) hat mit ihren beiden Türmen von 107,5 Meter Höhe die höchsten Kirchtürme Mexikos.

## Geschichte
Am 15. Juli 2014 wurde bekannt, dass im Heim La Gran Familia (Die große Familie) 453 Kinder, darunter 6 Kleinkinder unter 3 Jahren, und 138 Erwachsene verwahrlost vorgefunden wurden. Diese wurden zum Betteln geschickt und sexuell missbraucht. Die Gründerin des Heims und acht weitere Personen wurden festgenommen. Es wurde dort nach fünf vermissten Kindern gesucht, nachdem die Behörde erste Hinweise auf dieses Heim schon vor einem Jahr erhalten hatte.

## Söhne und Töchter der Stadt
- Pelagio Antonio de Labastida y Dávalos (1816–1891), Erzbischof und Regent von Mexiko
- Francisco Plancarte y Navarrette (1856–1920), Bischof von Linares o Nuevo León
- Gildardo Magaña (1891–1939), Autor und Revolutionär
- Alfonso García Robles (1911–1991), Diplomat und Politiker, Friedensnobelpreisträger
- Rius, geboren als Eduardo Humberto del Río García (1934–2017), Humorist, politischer Cartoonist und Autor
- Leonel Urbina (* 1945), Fußballspieler
- Agustín García Rodríguez (* 1973), Fußballspieler
- Rafael Márquez (* 1979), Fußballspieler und -trainer
- Luis Malagón (* 1997), Fußballspieler